# クリス・スティール＝パーキンス
クリストファー・ホレス・スティール＝パーキンス（英語: Christopher Horace Steele-Perkins、通称: クリス・スティール＝パーキンス、英語: Chris Steele-Perkins [kɹɪs stiːɫ pʰɜːkɪnz]、1947年7月28日 - ）は、第三世界やイギリス、日本などの撮影で知られるイギリス人写真家。マグナム・フォトに所属。

## 生涯とキャリア
1947年、ビルマのラングーンでイギリス人の父とビルマ人の母の間に生まれる。二歳の時に両親が別れ、父と共に渡英。ウェスト・サセックスにある寄宿学校、Christ's Hospital 校を卒業し、ヨーク大学に入学して化学を学んだが、翌年退学してカナダに滞在した。その後、帰国してニューカッスル大学で心理学を学び、同大学を1970年に卒業。卒業後、心理学の教員として働くかたわら、演劇専門のフリーランス・フォトグラファーとなる。
その後、ロンドンに移り、1971年まで貧困など都市問題を専門とするフォトグラファーとなる。1973年にはバングラデシュに滞在して撮影を行ない、後にロンドンの Camerawork Gallery にて展覧会を開く。
1975年、彼はニコラス・バティー (Nicholas Battye) とポール・トレバー (Paul Trevor) のエクジット・フォトグラフィー・グループ (Exit Photography Group) に入り、都市問題の撮影を続けた。カルースト・グルベンキアン財団 (Calouste Gulbenkian Foundation) の出資により、エクジットは写真3万コマと多くのインタビュー録音を制作。その活動は1982年、Survival Programmes という本に実を結んだ。その中で、スティール＝パーキンスは1975～1977年、ストリート・フェスティバルを撮る。この「London Street Festivals」シリーズのオリジナルプリントは、ブリティッシュ・カウンシルが購入し、ホーマー・サイクス (Homer Sykes) の Once a Year とパトリック・ウォード (Patrick Ward) の Wish You Were Here と共に展示された。スティール＝パーキンスのノッティング・ヒルの写真は、トニー・レイ＝ジョーンズ (Tony Ray-Jones) の作品との類似性を指摘された。
翌年、フランスのヴィヴァ（Viva）というフォト・エイジェンシーの準会員になる。3年後の1979年、The Teds 名義でテディボーイ (teddy boys) 写真集を出版。The Teds はドキュメンタリー写真（およびファッション写真）の名作と評価される。アーツ・カウンシル (Arts Council) 所蔵の写真のキュレーターを務め、そのコレクションから選ばれた About 70 Photographs という写真集を編集した。
その後もスティール＝パーキンスは第三世界へ赴いて戦争や災害を撮り、マグナム・フォトの準会員、そして1982年に正会員となる。イギリスでの撮影も続けており、1989年、The Pleasure Principle というカラー写真集を出版。
90年代にアフガニスタンに4回滞在して、モノクロ写真集（フランス語・英語・日本語版）を出版した。
21世紀に入ってから、スティール＝パーキンスはよく来日し、1999年に結婚した夫人の山田美也子と共に日本国内に滞在。北斎の「富嶽三十六景」に喚起された富士山写真集 Fuji と東京写真集 Tokyo Love Hello を刊行し、その合間に、Echoes という、2001年の私的なビジュアル日記も出版した。
「Coalfield Stories」で展覧された、ニューカッスル・アポン・タインのサイド・ギャラリー (Side Gallery) が開催した、ダラム州にある閉山した炭鉱周辺の撮影プロジェクトのため、スティール＝パーキンスはイギリスに戻った。その後、イングランド東北の田舎の生活や習慣を撮るモノクロ撮影のため滞在を延長し、Northern Exposures という写真集として出版された。この本はスティール＝パーキンスの England, My England とともに、40年間の彼の活動の集大成として出され、英国ガーディアン紙の評者から“2009年のベスト写真集”と評された。

## 展覧

### 個展
- "The Face of Bengal". Camerawork Gallery (ロンドン)、1974年[10]。
- "The Teds". Camerawork Gallery (ロンドン)、1979年[10]。
- "Beirut". Camerawork Gallery (ロンドン)、1983年[10]。
- "Famine in Africa". バービカン・アートギャラリー (ロンドン)、1985年[10]。
- "Lebanon". Magnum Gallery (パリ、1985年[10]。
- "South Africa". フナック (パリ)、1986年[10]。
- "The Pleasure Principle". フナック (パリ)、1990年[10]。
- イギリスの写真。Aperture Foundation (ニューヨーク)、1991年5月[11]。
- "Africa, Work in Progress". Visa pour l'image (ペルピニャン)、1992年[12]。
- 「ノーマンズランド」。フォト・ギャラリー・インターナショナル (東京)、1999年8月〜9月[13]。
- "Afghanistan". Visa pour l'image (ペルピニャン)、1999年[14]。
- "Notes from Afghanistan". Side Gallery (ニューカッスル)、2000年9月〜10月[15]。Ffotogallery  (カーディフ)、2000年[16]。
- "Fuji". Midlands Arts Centre (バーミンガム)、2002年1月〜3月[17]。
- "Photographs of Mt Fuji". Aberystwyth Arts Centre (アベリストウィス), 2002年5月〜6月[18]。
- "Fuji". Impressions Gallery (ヨーク)、2002年8月〜9月[19]。
- 「FUJI」。グランシップ (静岡)、2002年5月〜6月[20]。
- "The Teds". Gallery 292 (ニューヨーク)、2003年3月[21]。
- "The Teds: From the Originals to the Plastics". Stephen Daiter Gallery (シカゴ)、2004年1月〜2月[22]。
- 「ECHOES」。ライカギャラリー東京 (銀座)、2005年8月〜9月[23]。
- "Hinterland". Side Gallery (ニューカッスル)、2006年4月〜5月[24]。
- "Haswell Plough to Harajuku". Host Gallery (ロンドン)、2007年6月〜7月[25]。
- "Northern Exposures". ノーザンブリア大学ギャラリー、2007年[26]。
- "Fuji". Porta Praetoria, Mountain Photo Festival (アオスタ)、2008年8月〜9月[27]。

### グループ展
- "The Inquisitive Eye". ICA (ロンドン)、1974年[2]。
- "Il Regno Unito si diverte". British Council (ミラノ)、1981年。(Homer Sykes, Patrick Ward との共催)[28]
- "Maritime England". Photographers' Gallery (ロンドン)、1982年[2]。
- "El Salvador: Work of Thirty Photographers". 国際写真センター (International Center of Photography、ニューヨーク)、1984年[29]。
- "The Indelible Image". Corcoran Gallery (ワシントンD.C.|ワシントン D.C.)、1985年[2]。
- "In Our Time". 世界各国を巡回、1990年。（マグナム・フォト主催）[2]
- "A Terrible Beauty". Artists Space (ニューヨーク)、1994年[2]。
- "Our Turning World". バービカン・センター (ロンドン)、1999年12月〜2000年3月。(マグナム写真家数人との共催)[30]
- "Magnum Style". Staley-Wise Gallery (ニューヨーク)、2004年4月〜6月。(マグナム写真家数人との共催)[31]
- "Acqua fonte di vita". Fondazione Luciana Matalon (ミラノ)、2004年5月〜6月。（水について、11人共催）[32]
- "Magnum Football". Millennium Point (バーミンガム)、2004年5月〜8月。（マグナム・フォト主催）[33] "Planet Football", "Weltsprach Fußball", "Världsspråket fotboll", "Fotbollens språk" のタイトルで、2008年まで世界各国を巡回[34]。
- "Magnum Stories". The Guardian Newsroom (ロンドン)、2004年11月〜12月。（マグナム・フォト主催）[35]
- "Viaggio attraverso un secolo di fotografia". Galleria Fnac Milano (ミラノ)、2005年5月〜6月[36]。
- "NorthSouthEastWest: A 360° View of Climate Change". サイエンス・ミュージアム (ロンドン)、2005年3月。2006年まで、世界中の多くの都市にて。(マグナム写真家9人との共催)[37]
- "Teenage Kicks: The Mods 'n' Rockers Generation". Photographers' Gallery (ロンドン)、2005年〜2007年[38]。
- "Euro Visions: The New Europeans as Seen by Magnum Photographers". ポンピドゥー・センター (パリ)、2005年9月〜10月。（マグナム写真家9人との共催。スティール＝パーキンスはスロバキアの写真）[39] Centrum Sztuki Współczesnej Zamek Ujazdowski (ワルシャワ)、2006年10月〜11月[40]。
- "El Salvador: Work of Thirty Photographers". 国際写真センター (International Center of Photography、ニューヨーク)、2005年9月〜11月。1984年の展覧会の再開催[41]。
- "Euro Visions: The New Europeans by Twelve Magnum Photographers". ベルギー王立美術館 (ブリュッセル)、2007年3月〜7月。12ヶ国についての展覧会。スティール＝パーキンスはスロバキアを担当する[42]。
- "The Coast Exposed". Queen's House (グリニッジ, ロンドン)、より小さな展覧会をイギリスの数ヶ所で[43]。
- "I Shot Norman Foster". The Yard (Architecture Foundation, ロンドン)、2005年11月〜2006年1月。ノーマン・フォスターの建築[44]。
- "After Image: Social Documentary Photography in the 20th century". National Gallery of Victoria (メルボルン)、2006年11月〜2007年4月。1870年代から1980年代までの写真家[45]。
- "Survival Programmes: In Britain's Inner Cities Between 1974 and 1979". Side Gallery (ニューカッスル)、2007年1月〜3月。(Nicholas Battye と Paul Trevor との共催)[3]
- 「”TOKYO”マグナムが撮った東京」。東京都写真美術館 (東京都目黒区)、2007年3月〜5月。（マグナム・フォト主催）[46]
- "To the Dogs". Presentation House Gallery (バンクーバー)、2007年6月〜8月。[47]
- "No Such Thing as Society: Photography in Britain 1968–1987." Aberystwyth Arts Centre (アベリストウィス), 2008年3月; Tullie House (カーライル)、2008年5月; Centrum Sztuki Współczesnej Zamek Ujazdowski (ワルシャワ)、2008年11月。イギリスの写真、1968年〜1987年[48]。
- "Darfur: Photojournalists Respond." (7人との共催) Holocaust Museum Houston, 2008年3月〜8月。[49] JFK High School (Plainview, New York), ボストン公共図書館, アーカンソー大学 (フェイエットビル), Idaho Historical Museum (ボイシ), en:Illinois Holocaust Museum and Education Center (Skokie), University of New Hampshire (Durham), Barness Family Jewish Community Center (チャンドラー、アリゾナ州), 2008年〜2010年。[50]
- "Bitter Fruit: Pictures from Afghanistan". Magnum Print Room (ロンドン)、2009年。(マグナム写真家数人との共催)[51]
- "Disposable People: Contemporary Global Slavery". サウスバンク・センター (ロンドン)、並びにイギリスの中の他5ヶ所、2009年〜2010年。現在の奴隷の展覧会をマグナム写真家7人との共催。スティール＝パーキンスは朝鮮人慰安婦の肖像を担当[52]。

### 企画・開催
- "Young British Photographers". Photographers' Gallery (ロンドン)、1975年[2]。
- "Film Ends". イギリスを巡回、1977年。(Mark Edwards との共催)[2]

## パブリックコレクション
- Arts Council of Great Britain[10]
- Photographers' Gallery (ロンドン)[10]
- British Library of Political and Economic Science (ロンドン・スクール・オブ・エコノミクス、ロンドン)[53]
- ヴィクトリア&アルバート博物館 (ロンドン)[54]
- Side Gallery (ニューカッスル、イギリス)[53]
- National Media Museum (ブラッドフォード、イギリス)[10]
- ナショナル・ポートレート・ギャラリー (ロンドン)[55]
- Irish Museum of Modern Art (ダブリン)[56]
- フランス国立図書館 (パリ)[10]
- フナック (パリ)[57]
- 東京富士美術館 (東京都八王子市)[10]
- National Gallery of Victoria (メルボルン)[45]
- Corcoran Gallery (ワシントン D.C.)[56]

## 受賞
- 1988年 Oskar Barnack Award, ライカ[58]
- 1988年 Tom Hopkinson Prize for British Photojournalism, Photographers' Gallery (ロンドン)[59]
- 1989年 Robert Capa Gold Medal, 国際写真センター (International Center of Photography、ニューヨーク)[59]
- 2000年 World Press Photo 賞、"Daily Life" 種類[60]
- 2008年 Terence Donovan Award, 英国王立写真協会 (ロンドン)[61]

## 著書

### スティール＝パーキンス単独の写真集
- The Teds. London: Travelling Light/Exit, 1979. ISBN 0906333059.（英語） イギリスのテディボーイの写真集。文章 Richard Smith。
  - 再版 Stockport: Dewi Lewis, 2003. ISBN 1899235442.
- The Pleasure Principle. Manchester: Cornerhouse Books, 1989. ISBN 0948797509.（英語） イギリスのカラー写真集。
- 『ザ・ワークス』 / The Works.　東京 : Media Towns、1999年。ウィンドウズ（具体的に95かNT）あるいはMac OSのためのCD-ROM。スティール・パーキンスが、ウガンダ、エチオピア、ケニア、ザイール、ジンバブエ、スーダン、ソマリア、タンザニア、チャド、ナミビア、南アフリカで撮った180枚以上の写真が紹介されている。ほとんどが1980年〜1994年の間に撮影されたもの。
- Afghanistan. Paris: Marval, 2000. ISBN 2862342971.（フランス語） 文章 André Velter, Said Bahodine Majrouh, スティール＝パーキンス。アフガニスタンの日常生活のモノクロ写真。
  - Afghanistan. London: Westzone Publishing, 2000. ISBN 190339113X.（英語）[62]
  - 『アフガニスタン : 写真集』 / Afghanistan 東京 : 晶文社、2001年。ISBN 4794965168.
- Fuji: Images of Contemporary Japan. New York: Umbrage; London: Turnaround, 2002. ISBN 1884167128.（英語） 富士山カラー写真集。
- Echoes. London: Trolley, 2003. ISBN 1904563112.（英語） 2001年のカラー写真日記。
- Tokyo Love Hello. Paris: Editions Intervalles, 2006. ISBN 2916355057.（フランス語）（英語） 1997年〜2006年までの東京で撮ったカラー写真。序文 ドナルド・リチー。
- Northern Exposures: Rural Life in the North East. Newcastle upon Tyne: Northumbria University  Press, 2007. ISBN 1904794203.（英語） 2002年以来撮ったイングランドの東北のモノクロ写真。
- England, My England: A Photographer's Portrait. Newcastle upon Tyne: Northumbria  Press, 2009. ISBN 1904794386.（英語） 1969年〜2009年までのイギリスで撮ったドキュメンタリーやパーソナルな写真。

### 他の写真家・著者との共同作品
- Young British Photographers. London: Co-optic Photography, [1975]. （英語） 展覧会図録。編集 Mark Edwards とスティール＝パーキンス。
- About 70 Photographs. London: Arts Council of Great Britain, 1980. ISBN 0728702088 (ペーパー); ISBN 0728702096 (ハード).（英語） 他人の写真家の写真とコメント。文章・編集 William Messer とスティール＝パーキンス。
- Luce M. Albiges, ed. La Grèce au présent. Paris: Bibliothèque Publique d'Information, Centre Georges Pompidou, 1981. （フランス語） 写真家の作品。展覧会図録。
- Das kurze Leben des Brian Stewart: Alltag im irischen Bürgerkrieg. West Berlin: Elefanten Press, 1981. ISBN 3885200511.（ドイツ語） 文章 Wieland Giebel、写真 スティール＝パーキンス、他。
- Carolyn Forché et al., eds. El Salvador: Work of Thirty Photographers. New York: Writers & Readers, 1982. ISBN 0863160646 (paperback); ISBN 0863160638.（英語） 30名の写真家のエルサルバドル。
- Survival Programmes in Britain’s Inner Cities. Milton Keynes: Open University Press, 1982. ISBN 0335101119.（英語）イギリスの都市問題について。Nicholas Battye, Paul Trevor との共著。
- Beirut: Frontline Story. London: Pluto Press; Trenton, N.J.: Africa World Press, 1983. ISBN 0861043979.（英語） ベイルートからのニュース。文章 Caroline Tisdale と Selim Nasib、写真 スティール＝パーキンス。
- Frances Fralin, eds. The Indelible Image: Photographs of War, 1846 to the Present. New York: Abrams, 1985. ISBN 0810911108. （英語） 展覧会図録。
- William Manchester et al. In Our Time: The World as Seen by Magnum Photographers. New York: Norton, 1989. ISBN 0-393-02767-8. London: André Deutsch, 1993. ISBN 023398822X.（英語）
  - 『In Our Time: 写真集マグナムの40年』 東京：文藝春秋、1990年。ISBN 4163637303.
- 永坂嘉光編集　『WAY to GODS　マグナム フォト 熊野古道 サンティアゴへの道』　和歌山：世界リゾート博記念財団、1999年。ISBN 4-309-90293-6。熊野古道とサンティアゴ・デ・コンポステーラへの道の写真。
- Magnum Degrees (Magnum°). London: Phaidon, 2000. ISBN 0714890650.（英語） マグナム写真家との共著。
- Magnum Football (アメリカで Magnum Soccer). Phaidon, 2002. ISBN 0714842362. Phaidon, 2005. ISBN 0714845213.（英語） マグナム写真家との共著。
  - 『マグナムサッカー』 東京 : ファイドン、2006年。ISBN 4902593378.
- Walter Kälin et al., eds. The Face of Human Rights. Baden (スイス): Lars Müller, 2004. ISBN 3-03778-017-7.（英語） 世界中の人権問題の写真集。スティール＝パーキンスは写真10枚以上を担当。
- Chris Boot, ed. Magnum Stories. London: Phaidon, 2004. ISBN 0714842451.（英語） マグナム写真家と一緒。442〜449ページはスティール＝パーキンスの1992年8月に撮ったソマリアの写真。
- Brigitte Lardinois and Val Williams, eds. Magnum Ireland. New York: Thames & Hudson, 2005. ISBN 0-500-54303-8.（英語） アイルランド島の写真集。マグナム写真家との共著。スティール＝パーキンスの写真は116〜123、160〜163ページにある。
- Euro visions: Chypre, Estonie, Hongrie, Lettonie, Lituanie, Malte, Pologne, République Tchèque, Slovaquie, Slovenie par dix photographes de Magnum. Paris: Magnum, 2005. ISBN 2844262937.（フランス語） 欧州連合に入った国々の写真集。展覧会図録。マグナム写真家との共著。
  - Magnum Photos: Euro Visions, the New Europeans by Ten Magnum Photographers. Göttingen: Steidl, 2006. ISBN 3865212239.（英語） スティール＝パーキンスが撮ったスロバキアの写真は152〜61ページにある。
- Justyn Barnes, ed. United Opus. London: Kraken Opus, 2006. ISBN 1905794037, ISBN 1905794002.（英語） マンチェスター・ユナイテッドについての大きい本。多くの寄稿者との共著[63]。
- Val Williams and Susan Bright, eds. How We Are: Photographing Britain from the 1840s to the Present. London: Tate Publishing, 2007. ISBN 978-1-85437-7142.（英語）　展覧会図録。イギリスの写真史。
- 『マグナムが撮った東京』 東京 : マグナム・フォト東京支社、2007年。 展覧会図録。スティール＝パーキンスは97ページ。
- Brigitte Lardinois, ed. Magnum Magnum: With 413 Photographs in Colour and Duotone. London: Thames & Hudson, 2007. ISBN 978-0-500-54342-9. London: Thames & Hudson, 2008. ISBN 0-500-54366-6.（英語） 144〜149ページはスティール＝パーキンスの作品。
  - 『マグナム・マグナム』 京都 : 青幻舎、2007年。ISBN 4861521130。京都 : 青幻舎、2009年。ISBN 4861522013.
- Éric Godeau, ed. Ces images qui nous racontent le monde. Paris: Albin Michel, 2007. ISBN 2226152199.（フランス語） マグナム写真家との共著。
  - エリック・ゴドー　『写真で読む世界の戦後60年』 東京 : 魁星出版、2007年。ISBN 4312010293.
- Documenting Disposable People: Contemporary Global Slavery. London: Hayward Publishing, 2008. ISBN 9781853322648.（英語） 展覧会図録。
- Korea: As Seen by Magnum Photographers. New York: Norton, 2009. ISBN 978-0-393-06774-3.（英語） 2006年〜2007年までの韓国の写真。マグナム写真家との共著。
  - 『매그넘 이 본 한국』 / Magnum Korea. 서울 : 한겨레신문사, 2008. ISBN 8996086908.（朝鮮語）
- Leora Kahn, ed. Darfur: Twenty Years of War and Genocide in Sudan. New York: PowerHouse, 2007. ISBN 1576873854 (ハード). New York: PowerHouse, 2008. ISBN 157687415X (ペーパー).（英語） 写真家8人のダルフールの写真。

## ビデオ
- Video Diaries: Dying for Publicity. Magnum in Motion （マグナム・フォト）。1993年、70分。（英語）[64]